# Forevermore (serie de televisión)
Forevermore es una serie de televisión filipina transmitida por ABS-CBN desde el 27 de octubre de 2014 hasta el 22 de mayo de 2015. Está protagonizada por Enrique Gil y Liza Soberano.

## Elenco

### Elenco principal
- Enrique Gil como Alexander "Xander" Grande III.
- Liza Soberano como Maria Agnes Calay.

### Elenco secundario
La familia La Presa
- Joey Márquez como Buboy "Papang/Mang Bubs" Calay.
- Irma Adlawan como Mirasol Amparo.
- Nonong "Bangkay" de Andrés como Mang Bangky.
- Joj Agpangan como Clauie Bernales.
- Jai Agpangan como Judy Bernales.
- Joe Gruta como Ka Sebio.
- Pepe Herrera como César Bernales.
- Raymond Osmena como Damian.
- Jesse James Ongteco como Niknok.
- Yves Flores como Andrew Fontanilla.
- Almira Muhlach como Marites "Mamang" Calay.

La familia Grande
- Zoren Legaspi como Alexander "Alex" Grande II.
- Lilet como Bettina Rosales.
- Marissa Delgado como Doña Soledad Grande.
- Beverly Salviejo como Megan "Meg" Gildares.
- Kit Thompson como Julius San Juan.
- Pinky Amador como Sheri San Juan-Grande.

Familia Saavedra
- Sofía Andrés como Katherine "Kate" Saavedra.
- Bernadette Allyson-Estrada como Loulie Pérez-Saavedra.
- Michael Flores como Jaime Saavedra.

Los amigos de Xander
- Marco Gumabao como JC.
- CJ Navato como Dexter.
- Igi Boy Flores como Momon.

Personajes de la segunda temporada
- Diego Loyzaga como Jay Fernández.
- Karen Dematera como Karen.
- Jason Francisco como Orly Cranberry.
- Lilia Cuntapay como Aling Aunor.
- Jojo Alejar como Frank Martin.
- Ana Capri como Tetay Fernandez.
- Erich Gonzales como Alexandra "Alex" Pante.
- Dennis Padilla como Sr. Pante

### Elenco extendido
- Karen Reyes como Charlotte.
- Devon Seron como Jasmine.
- Elisse Joson como Roselle.
- Mymy Davao como Tanya.
- Mel Kimura como Venus.
- Marina Benipayo como Steph.
- Gio Álvarez como abogado Mateo "Teo" Salazar.
- Miguel Morales, Daniel Ombao y Renz Michael como los mejores amigos de Jay.
- Erin Ocampo como Patricia Alexandra Decena.
- Anjo Damiles como Jonathan Acosta.
- Chicosci como ellos mismos en La Presa Palooza.
- Callalily como ellos mismos en Battle of the Bands.
- 6cyclemind como ellos mismos en Battle of the Bands.
- Banda ni Kleggy como ellos mismos en Battle of the Bands.
- Rolando Inocencio como presidente de la Universidad Rallos.
- Myrtle Sarrosa como Jessica.
- Kitkat como Shiela.
- Arnold Reyes como Tim.
- Yayo Aguila como Taps.
- John Wayne Sace como Kano.
- Chase Vega como Hapon.
- Hyubs Azarcon como Sir Biboy.
- Ricky Rivero como a sí mismo (presentador de televisión para Top Bad Boy).

### Participaciones especiales
- Luz Fernandez como Aling Galietta.
- Evelyn "Matutina" Guerrero como Aling Pasencia.
- Gabriel Sumalde como Sebastian "Basty" Grande.
- Rhed Bustamante como Agnes Calay (joven).

## Premios y nominaciones
| Año  | Premio                                                    | Categoría                   | Resultado |
| ---- | --------------------------------------------------------- | --------------------------- | --------- |
| 2014 | 13th Gawad Tanglaw Awards                                 | Mejor serie de televisión   | Ganadores |
| 2014 | Philippine Edition Blog's Newsmakers Of The Year for 2014 | Serie de televisión del año | Ganadores |